# VidatoX 30CH
VIDATOX 30 CH es un producto homeopático que se elabora a partir del veneno del escorpión Rhopalurus Junceus, conocido comúnmente como alacrán azul, que se reproduce en cautiverio para extraer las toxinas de su veneno como principio activo, éste disuelto en una solución hidroalcohólica al 33 %. Se presenta mediante un estuche individual con un frasco de vidrio ámbar de 30 ml con tapa de rosca y retapa-cuenta gotas..

## VIDATOX 30 CH en el Mundo
El GRUPO EMPRESARIAL LABIOFAM, es una organización empresarial cubana, en condición de Organización Superior de Dirección Empresarial, O.S.D.E., controlada por el Ministerio de la Agricultura con bienes en régimen de propiedad socialista de todo el pueblo, que produce el producto homeopático VIDATOX 30CH. Dicho grupo empresarial cubano ha incurrido en extraordinarias erogaciones monetarias para promocionar, financiar e intentar patentar su producto para su comercialización internacional.
Un artículo publicado en LINKEDIN en el 2018, intitulado "Una extraordinaria estrategia global: VIDATOX 30 CH", éste asociado con un artículo publicado anteriormente en dicha red social ese propio año, intitulado “La negligencia en tres patentes de invención de LABIOFAM en Cuba,” se ocupa de exponer la negligencia y los extraordinarios perjuicios económicos que ha ocasionadoa la economía cubana el financiamiento y los intentos de patentar la invención asociada a dicho producto homeopático.
El 27 de septiembre de 2010, el GRUPO EMPRESARIAL LABIOFAM, a través de CLAIM, S.A., una consultoría cubana especializada en Propiedad Industrial, depositó ante laOficina Cubana de la Propiedad IndustrialO.C.P.I. la solicitud nacional de patente n.º 2010-0186, clasificación internacional A1, para la invención “Composiciones farmacéuticas de veneno de escorpión Rhopalurus Junceus”, ésta asociada al producto homeopático VIDATOX 30CH. Dicha solicitud de invención devino en una invención patentada a nombre del mentado grupo empresarial en Cuba en conformidad con el Certificado de Patente de Invención expedido por la O.C.P.I., radicado con el n.º 24055, concedido por Resolución n.º 1940/2014 de su directora general y válido hasta el 27 de septiembre de 2030.
Seis años después de haberse solicitado la patente n.º 2010-0186 y mucho antes de que expirara el plazo de protección, que sería en el 2030, sobrevino una extraordinaria negligencia en el GRUPO EMPRESARIAL LABIOFAM y en LABIOFAM, S.A.,ésta una sociedad anónima cubana constituida en 1993, importadora y exportadora, a cargo de gestionar la Propiedad Industrial de dicho grupo empresarial y comercializar sus productos. La negligencia fue consecuencia directa del despido ilegal perpetrado por la alta dirección de dichas organizaciones empresariales cubanas en febrero de 2015 contra tres Asesores Jurídicos de recién-contratación, sobre lo cual da cuenta la Sentencia firme n.º 800 de 27 de noviembre de 2015 de la Sala de lo Laboral del Tribunal Supremo Popular, esta dictada en los Procedimiento de Revisión, acumulados, n.º 697 y 698, seguidos contra el GRUPO EMPRESARIAL LABIOFAM, que debidamente notificado no se mostró como parte durante el proceso judicial.
En abril de 2016, el Boletín Oficial de la O.C.P.I., número 336, página 289, publicó la caducidad de los derechos exclusivos de la patente de invención asociada al producto VIDATOX 30CH a nombre del GRUPO EMPRESARIAL LABIOFAM en Cuba debido a la falta de pago de sus anualidades de mantenimiento por falta de vigilancia sistemática sobre los derechos de Propiedad Industrial. Más adelante, la O.C.P.I.  a través de su Boletín Oficial número 355, Volumen I, de noviembre de 2017, página 21, da cuenta de la decisión adoptada por  la directora general de la O.C.P.I., que declara SIN LUGAR la solicitud de restablecimiento de derechos interpuesta por el GRUPO EMPRESARIAL LABIOFAM.
Conforme a la revista institucional del GRUPO EMPRESARIAL LABIOFAMnº 1/2013, p. 12, los costos incurridos en la invención asociada al VIDATOX 30 CH alcanzaban los 23 millones de pesos cubanos para el 2013. La negligencia de 2016 causó un perjuicio millonario en dicho grupo empresarial cubano y por extensión a la economía cubana. Al caducar los derechos exclusivos de la invención asociada al VIDATOX 30CH en Cuba antes de su expiración su titular no podrá en dicho territorio formalizar ningún negocio jurídico teniendo como objeto dicho bien inmaterial al tiempo de no poder recuperar las millonarias erogaciones incurridas en I+D+I.
Los extraordinarios perjuicios económicos en relación con el VIDATOX 30CH no terminan con la negligencia de 2016. El GRUPO EMPRESARIAL LABIOFAM en el 2011 procedió a depositar la solicitud internacional de la patente número PCT/CU2011/000006 5 para la controvertida invención “Péptidos del veneno de escorpión Rhopalurus Junceus y composición farmacéutica”, esta asociada al VIDATOX 30CH, designándose a ciento quince países, entre los cuales mercados más que remotos, donde dicho grupo empresarial cubano ni LABIOFAM, S.A. tenían presencia comercial ni antecedentes de haber realizado acciones de prospección comercial. En el 2018 dicha solicitud internacional de patente se encontraba abandonada o rechazada en fase nacional en varios de los países designados.
Más recientemente, LABIOFAM, S.A. ha sido denunciada ante las autoridades cubanas y varias autoridades regionales como el Grupo de Acción Financiera para Latinoamérica, GAFILAT, y la Comisión Interamericana de Derechos Humanos, CIDH, por perpetrar un deliberado acoso laboral en manifiesta represalia a la denuncia sobre sus violaciones en actos de comercio exterior y operaciones sospechosas de Movimientos de Capitales Ilícitos y Lavado de Activos, a través del empresario rumano Ovidiu Tender, más la creación de un circuito financiero fraudulento de larga data con la mercantil bahamesa LABIOFAM ASIA LIMITED. La denuncia incluye la negligencia y los extraordinarios perjuicios económicos ocasionados por la estrategia global para la comercialización del VIDATOX 30CH. En los hechos se encuentra denunciado José Antonio Fraga Castro, un sobrino del General de Ejército Raúl Castro Ruz, Primer Secretario del Partido Comunista de Cuba, quien durante más de dos décadas estuvo al frente de LABIOFAM como Director General.
José Antonio Fraga Castro cuenta con el antecedente de haber realizado actos mercantiles en La Habana durante la primera mitad de la década de 1990 con el empresario estadounidense Robert L. Vesco, un prominente defraudador y fugitivo de las autoridades de los Estados Unidos de América, EE. UU., según The New York Times y otros medios de noticias extranjeros, entre los cuales, El País de España, La Nación de Argentina y Proceso de México. Más adelante en el período comprendido entre 2012 y 2015,  Fraga Castro sostuvo otras inauditas negociaciones con otro prominente defraudador: el empresario rumano Ovidiu Tender, éste se encontraba como acusado en uno de los más dilatados procesos judiciales penales en Rumanía por crear y formar parte de un grupo de crimen organizado para el lavado de más de mil millones ROL, según estableció la sentencia firme privativa de libertad de doce años y siete meses de 2015 dictada por el Tribunal de Apelaciones de Bucarest, Rumanía. Al momento de dictarse la sentencia rumana, Ovidiu Tender se encontraba residiendo en La Habana.

## Controversias
Conforme a lo expuesto en el mentado artículo "Una extraordinaria estrategia global: VIDATOX 30 CH", publicado en Linkedin, el producto homeopático VIDATOX 30 CH al presentar una dilución tan extraordinariamente alta de su principio activo es diana para las graves y fundamentadas críticas por parte de la comunidad científica, sustraída del entorno empresarial del GRUPO EMPRESARIAL LABIOFAM y LABIOFAM, S.A.. Súmesele a eso la uniforme reluctancia de la comunidad científica hacia la homeopatía debido a la falta de evidencia científica. El estado de opinión es profuso al respecto; en particular, no se conoce de oncólogo alguno en Cuba que respalde en lo más mínimo las pretensiones de Labiofam. 